# Tat'jana Averina
Tat'jana Borisovna Averina, coniugata Barabaš (in russo Татьяна Борисовна Аверина-Барабаш?; Nižnij Novgorod, 25 giugno 1950 – Mosca, 22 agosto 2001), è stata una pattinatrice di velocità su ghiaccio sovietica, dal 1991 russa.

## Palmarès

### Olimpiadi
- 4 medaglie:
  - 2 ori (1000 metri a Innsbruck 1976; 3000 metri a Innsbruck 1976)
  - 2 bronzi (500 metri a Innsbruck 1976; 1500 metri a Innsbruck 1976)

### Mondiali - Completi
- 4 medaglie:
  - 1 oro (Helsinki 1978)
  - 3 argenti (Heerenveen 1974; Assen 1975; Gjøvik 1976)